# 梵香寺 (海淀區)
梵香寺是位于北京市海淀区香山南路南河滩西万安山东麓的藏传佛教格鲁派寺院。

## 历史
梵香寺建于清朝乾隆十四年（1749年），为乾隆帝在团城阅兵之时休息用膳之所。
《钦定日下旧闻考·卷一百三·郊垧西十三》载：
増：演武厅西南里许，有梵香寺、长龄寺（《五城寺院册》）。臣等谨按：梵香寺为新寺遗址，乾隆十四年改建。前殿额曰：“栴檀净域”，正殿额曰：“圆通具足”，联曰：“积翠蔚云霞飞来灵鹫，悬流戞金石响答迦陵”，后殿额曰：“入薝卜林”，皆皇上御书。正殿前恭立乾隆十四年御制文碑二，左国书、蒙古二体，右汉字、梵书二体。寺旁松桧数百株，中建石敞厅，门额曰：“来远斋”，斋内额曰：“策功缵武”，石柱联曰：“指云际千峰兴怀蜀道，听松间万籁顿入梵天”，斋后屋五楹，额曰：“含清堂”，联曰：“句披月胁天心妙，总纳千岩万壑风”，皆皇上御书。又后为长龄寺，乃延寿庵旧址。
増：《御制梵香寺碑文》：
朕既于勇健营旁近建实胜寺，其南有梵香寺者，亦古招提，在西山诸刹中未为宏丽，而爽垲不下实胜。爰命所司，以余材饬而新之，为众生利益。在昔佛告精进菩萨摩呵萨受持法华，成就八百鼻功德，以是清净鼻根，闻于三千大千世界上下内外，种种诸香皆能分别。又香积如来以众香钵盛满香饭与化菩萨悉饱，众会夫禅那脱离尘垢腥浊，眼耳鼻舌身意常满清浄妙香所住世界安隐快乐举成，华藏世界海中妙华光香水海随身衣食无非清净，是为梵香法界。以是因缘，发大慈悲愿，以清净妙香普度恒河沙数众生举登安乐寿命世界，永离刀兵腥秽一切苦恼，以所被香械为众生本分，衣举得温适，所饱香积为众生本分，食举得餍饫，从上诸佛普证是言，散栴檀沈水及千万种华香于三千大千世界，齐预弥山为佛供养，与此功德初无有二，用刻坚石，传示未来，历无尽际。
増：乾隆三十二年《御制含清堂诗》
苍松千百年，白石四五径。诘曲皆得入，阴森亦相暎。深处有朴宇，既幽复洁净。可以读诗书，可以悦心性。招提在上方，小坐钟声听。
臣等谨按：含清堂御制诗，恭载首见之篇，余不备录。

补：永感庵，俗名新寺。（《青箱堂集》）
清朝时，以宝谛寺为中心，形成了一组满族藏传佛教寺庙群。这组寺庙包括：宝谛寺、宝相寺、长龄寺、方圆庙、梵香寺、实胜寺。这组寺庙群距离团城演武厅很近。这组寺庙群后毁于八国联军之手。其中梵香寺仅来远斋（俗称“松堂”）幸存。朱自清曾于1934年游览松堂并作《松堂游记》。1984年，旭华之阁及松堂被北京市人民政府公布为北京市文物保护单位。

## 建筑
梵香寺坐西朝东，位于实胜寺以南，演武厅西南里许，宝相寺（现存旭华之阁）以东里许。寺旁的松林内，现存来远斋（俗称“松堂”），也是坐西朝东，为汉白玉仿木结构的敞厅，石枋柱上有乾隆帝御笔对联：“指云际千峰兴怀蜀道，听松间万籁顿入梵天”，横额曰“策功绩武”。厅内置有一紫石雕刻的须弥座，上置一卧碑，为乾隆帝御笔，内容是赞扬健锐营的诗及序，为研究乾隆帝平定大小金川之役的重要文献。敞厅之后为叠石假山，还有几十株古白皮松，“松堂”一名即由此而来。
立于香山南路红旗村的松堂内的卧碑上，刻有《乾隆十五年御制赐健锐云梯营军士食即席得句有序》，刻于乾隆十五年（1750年）。该碑为整块青石雕成，为屏风式，宽194厘米，高270厘米，厚25厘米。碑身浮雕有夔龙纹、云纹。碑文中的汉文为乾隆帝御制并行书，先记后诗。全文为：
乾隆十五年御制赐健锐云梯营食即席得句有序

朕于实胜寺旁造室庐，以居云梯军士。命之曰：健锐云梯营，室成居定。兹临香山之便，因赐以食。是营皆去岁金川成功之旅，适金川降虏及临阵俘番习工筑者数人，令附居营侧，是日并列众末，俾予惠焉。

犹忆前冬月，云梯始习诸。

功成事师古，戈止众宁居。

实胜招提侧，华筵快霁初。

餕余何必惜，可以逮豚鱼。

乾隆庚午御笔